# Paravelleda aberrans
Paravelleda aberrans är en skalbaggsart som först beskrevs av Duvivier 1891.  Paravelleda aberrans ingår i släktet Paravelleda och familjen långhorningar. Inga underarter finns listade i Catalogue of Life.